# Kim Hjondzsung
Kim Hjondzsung (hangul: 김현중, 1986. június 6.) dél-koreai énekes, színész, az SS501 együttes tagja.
2009-ben a Szépek és gazdagok (Boys Over Flowers) című sorozattal színészként is ismertté vált, az itt nyújtott alakításáért elnyerte a Seoul International Drama Awards legjobb színésznek járó díját, valamint a 45. Pekszang-díjkiosztó Népszerűség-díját.
2010-ben lejárt a szerződése az együttesét menedzselő DSP Mediával, és a KeyEast menedzsmentcéghez csatlakozott. 2011-ben szólóénekesként debütált Break Down és Lucky című középlemezeivel.
Az FC MEN jótékonysági labdarúgócsapat játékosa.

## Diszkográfia

### Koreai nyelvű
Középlemezek
- 2011 :Break Down
- 2011 :Lucky
- 2013 :Round 3

Kislemezek
- 2008 :Thank You (고맙다)
- 2011 :Marry Me / Marry You
- 2013 :The Reason I Live(나 살아있는 건)

### Japán nyelvű
Stúdióalbumok
- 2012: Unlimited

Kislemezek
- 2012: KISS KISS / Lucky Guy
- 2012: HEAT
- 2013: Tonight

## Filmográfia

### Filmek
| Év   | Cím        | Hangul                    | Szerep              |
| ---- | ---------- | ------------------------- | ------------------- |
| 2006 | Cápa csali | 파이 스토리 Phai szuthori | koreai szinkronhang |

### Televíziós sorozatok
| Év   | Cím                   | Hangul / japán                                | Szerep                       | Csatorna | Műfaj   |
| ---- | --------------------- | --------------------------------------------- | ---------------------------- | -------- | ------- |
| 2005 | Nonstop 5             | 논스톱 5 Nonszuthop                           | vendég, 208. rész            | MBC      | szitcom |
| 2005 | Can Love Be Refilled? | 사랑도 리필이 되나요 Szarangdo liphiri tönajo | William                      | KBS2     | szitcom |
| 2007 | Hotelier              | ホテリアー                                    | cameo, 7. rész (azSS501-nal) | TV Asahi | dorama  |
| 2008 | Spotlight             | 스포트라이트 Szuphothuraithu                  | cameo (az SS501-nal)         | MBC      | dorama  |
| 2009 | Szépek és gazdagok    | 꽃보다 남자 Kkotpoda namdzsa                  | Jun Dzsihu                   | KBS2     | dorama  |
| 2010 | Csangnanszuron Kiss   | 장난스런 키스 Csangnanszuron khiszu           | Pek Szungdzso                | MBC      | dorama  |
| 2011 | Dream High            | 드림하이                                      | cameo, 1. rész               | KBS2     | dorama  |
| 2014 | Inspiring Generation  | 감격시대                                      | Sin Dzsonthe                 | KBS2     | dorama  |